# Az Univerzum Egyháza
Az Univerzum Egyháza egy egyház, melyet Kisfaludy György vezet. A Hunok Anyaszentegyháza jelzőt is használják rá. Tanaik tudásalapúak és szeretetközpontúak, tudásőrző egyház, a hun gondolkodásmódot tanítják. Dogmáinak gerincét a Kisfaludy György által kidolgozott időfizika tana adja. Ezek főleg ősi eredetű szentiratok együttes értelmezéséből és tudományos kutatások eredményéből állnak össze.
Hitük szerint a lét alapja az Íge, ami a Teremtő Atya és Anya kiáradó létezési hullámai. Mindent ebből vezetnek le.
A Szentlelket a téridő forrásaként azonosítják, hivatkoznak rá még mint Szerán (Égi helytartó). Pontosan kidolgozott tételeik vannak Isten működéséről és természetéről, így a téridő viselkedéséről is. Nézetük szerint "Minden Egy." mivel minden a Teremtő kiáradásából épül fel. A kiáradást tudományos szóhasználatban gravitációs hullámoknak nevezik. Kisfaludy György 1997-ben publikálta a gravitációs hullámokkal végzett méréseit, "A tömeghullámok hatása a diffrakcióra" címmel.
Kisfaludy György a kétezres években több gravitációs hullám távcsövet épített, amivel képes volt érzékelni a Tejút galaxis feketelyukait valamint a Naprendszer égitesteit. Ezeket az állításokat akadémikus közegben nem fogadják el. 
Az Univerzum Egyháza szándéka a Nagy Egyesítés kidolgozása, ami a vallások és tudomány ellentétének feloldása. Ezért a tanaikat általában a misztikusok és vallásosak túl tudományosnak, a tudományosok meg túl misztikusnak tartják. Állításuk szerint képes feloldani mindkét nézőpont paradoxonait. Azt is állítják, hogy meg tudja magyarázni azokat a jelenségeket amiket a modern fizika nem.
Az év kezdete náluk a tavaszi napéjegyenlőség, 2014. március 21.-én kezdik a 6055. évet. Medvetorosi évszámítást használnak, az Arvisúrákkal összhangban. Ez a hun őshazából származik, Agaba fősámán Kr.e. 4040-ben korszerűsítette az addig használt hun rovásírást, arra amit napjainkban székely-magyar rovásírásként használunk. A történelem szemléletük rendhagyó. Vallják, hogy a történelmet meghamisították, hogy az aktuális érdekeknek megfeleljen.
Universum Universitas néven szabadegyetem működtetnek. Itt lelkészi- és időfizikusi papírt lehet szerezni, ami akkreditáció hiányában nem számít diplomának, és más egyéb végzettségnek sem.
Rendszeres fórumot tartanak az Óbudai Kulturális Központban minden csütörtökön "Tudomány Csütörtöke" néven 1991. November 6.-a óta.
A 2011. évi CCVI. törvény megfosztotta az egyházi státusztól, bizniszegyháznak titulálva az Univerzum Egyházát. 
Jelenleg vallási tevékenységet végző, az egyházzal jogfolytonos alapítványként működik. Kutatási projektjeit forráshiány miatt felfüggesztette.